# Vyšná Rybnica
Vyšná Rybnica (in ungherese: Felsőhalas) è un comune della Slovacchia facente parte del Distretto di Sobrance, nella regione di Košice.